# Semlex
Semlex est une entreprise belge spécialisée dans la biométrie, le développement de systèmes d'identification et la création des documents d'identification sécurisés tels que les passeports et les cartes d'identité.

## Histoire
Semlex est créée en 1992 par Albert Karaziwan.
À partir de 2006, Semlex produit les passeports, visas, cartes d'identité et cartes de résidents étrangers pour la Guinée-Bissau. Semlex produit les passeports comoriens depuis 2007. En 2013, Semlex renouvelle son contrat de fabricant de passeports pour Madagascar et touche 33,75 euros sur les 36,25 euros que payent les Malgaches pour ce document. Ces documents représentent un coût de production de 2 euros l'unité pour Semlex. À partir de 2009, Semlex fabrique les passeports mozambicains et autres documents biométriques, un contrat obtenu sans appel d'offres.
En avril 2017, la presse publie des révélations sur les dessous des obtentions des contrats de fabrication des passeports en République démocratique du Congo impliquant Semlex dans de nombreux cas de corruption. En août 2017, le Mozambique rompt son contrat avec Semlex (date d'expiration prévue pour 2019) et sélectionne de nouveaux partenaires biométriques dans la foulée. Fin 2017, alors que les autorités belges ouvrent une enquête à la suite des révélations des passeports congolais, Semlex dénonce une campagne de dénigrement à son encontre. En janvier 2018, Reuters révèle que la société Semlex est impliquée dans la commercialisation illégale et massive de passeports pour le compte de ses États clients, en particulier avec les Comores. Albert Karaziwan est détenteur de trois passeports diplomatiques comoriens. 1/3 du prix des passeports congolais produits par Semlex va à une société opaque du Moyen-Orient dirigée par un proche du président congolais. Semlex aurait aussi arrangé la délivrance de passeports comoriens aux populations bidounes du Koweit et des Émirats arabes unis pour une rémunération par ces pays de 4 500 dollars par passeport distribué,. Albert Karaziwan est personnellement mis en cause dans le rapport de la Commission d'Enquête Parlementaire de l'Assemblée des Comores
En 2019, Semlex a obtenu le marché pour la confection des cartes nationales d'identité en Côte d'Ivoire.  
Semlex indique financer des projets dans le domaine de l’éducation, notamment aux Comores et en Côte d'Ivoire.